# Прямий репортаж про смерть (фільм)
Прямий репортаж про смерть (фр. La Mort en direct) — науково-фантастичний фільм режисера Бертрана Таверньє. Фільм знятий за романом Девіда Комптона. Стрічка була номінована 1980 року на приз «Золотий ведмідь» Берлінського кінофестиваля.

## Сюжет
Дія фільму відбувається в околицях Глазго у недалекому майбутньому. Якийсь телевізійний бос вирішує показати глядачам сенсаційний репортаж про останні години життя людини. Вибір падає на письменницю Катрін Мортенгоу (Ромі Шнайдер). Репортерові Родді (Гарві Кейтель), що взявся за цю брудну справу, в мозок монтують мініпередавач, а його очі служать об'єктивами. Але Родді захоплюється жертвою, щоб врятувати її, осліплює себе.

## У ролях
| Актор             | Роль               |
| ----------------- | ------------------ |
| Ромі Шнайдер      | Кетрін Мортенгоу   |
| Гарві Кейтель     | Родді              |
| Гаррі Дін Стентон | Вінсент Феррімана  |
| Бернгард Віккі    | батько Кетрін      |
| Макс фон Сюдов    | Джеральд Мортенгоу |
| Тереза Ліотар     | Трейсі             |
| Керолайн Ленгріш  | дівчина в барі     |
| Вільям Рассел     | доктор Мейсон      |
| Вадим Ґловна      | Гаррі Ґрейвс       |
| Єва Марія Майнеке | доктор Клаузен     |
| Фредді Бордлі     | технік             |
| Бойд Нельсон      | поліціянт          |
| Роббі Колтрейн    | водій лімузину     |